# Повелитель кукол
«Повелитель кукол» (англ. Puppet Master) — американский фильм ужасов 1989 года режиссёра Дэвида Шмеллера. Первая часть культового киносериала, который принёс успех и популярность киностудии Full Moon Entertainment.

## Сюжет
1939 год, Bodega Bay Inn, Калифорния: старый кукольник по имени Андре Тулон наносит последние штрихи на свою новейшую куклу Шут, прежде чем воплотить её в жизнь. Прибывают два нацистских шпиона и направляются в комнату Тулона, в то время как Кан, ещё одна живая марионетка, предупреждает его. Тулон спокойно складывает всех одушевленных марионеток в сундук и прячет его в отсеке настенной панели. Когда нацисты выламывают дверь, Тулон кончает жизнь самоубийством.
Наши дни: Все экстрасенсы, находящиеся на расстоянии четырёх миль друг от друга, «вступают в контакт» с Нилом Галлахером, все пятеро из них ранее были знакомы: профессор Алекс Уитакер через кошмар с участием Нила и пиявок, Дана Хэдли через предчувствие собственной смерти и исследователи-экстрасенсы Фрэнк Форрестер и Карисса Стэмфорд неустановленным способом. Дана также обнаружила «тайник» Тулона и рассказала остальным, организовав встречу в гостинице Bodega Bay Inn, где проживает Нил. По прибытии они с удивлением обнаруживают, что у Нила не только есть жена Меган, но и что он также покончил с собой, оставив Меган инструкции по прибытии остальных. Она оставляет им тело, чтобы выразить почтение, а Дана вонзает длинную булавку в труп Нила, чтобы убедиться, что он действительно мертв.
Устраиваясь в своих комнатах, экстрасенсы видят разные сбивающие с толку видения Нила. Той ночью за ужином Дана намеренно раздражает Меган, заставляя её встать из-за стола, а из гроба Нила вылезает Пинхед, ещё одна анимированная кукла. Алекс следует за Меган и рассказывает ей историю их отношений с мужем. Карисса, психометрист, может увидеть эмоциональную историю любого объекта, прикоснувшись к нему, Дана может погадать и определить местонахождение предметов и людей, а сам Алекс может предвидеть будущее в своих снах. Нил исследовал алхимию и с помощью Фрэнка обнаружил, что древние египтяне создали метод оживления неодушевленных фигурок - способность, которую также открыл Андре Тулон, последний настоящий алхимик. Но поскольку Нил какое-то время не выходил с ними на контакт, Дана и остальные подумали, что он бросил их и забрал себе все, что искал, а они здесь, чтобы взять это и свести счеты.
Той ночью экономка Тереза присматривает за огнем, и на неё нападает Пинхед с кочергой, исполняя за неё состояние Даны. Тело Галлахера переместилось на стул, который находит Меган, в результате чего она теряет сознание; Алекс присматривает за ней, пока остальные возвращают тело в гроб. После того, как Блейд находит защитные заклинания в комнатах Алекса и Даны, он переходит к комнатам Кариссы и Фрэнка, которые занимаются очень громким сексом и мешают спать Алексу и Дане. Входят ещё две марионетки, Туннелер и Женщина-Пиявка. Туннелер убивает Кариссу, просверлив ей лицо, когда она слышит шум, доносящийся из-под кровати, а Женщина-пиявка изрыгает пиявок на Фрэнка, который привязан к кровати, истощая его кровь. Вернувшись с прогулки, Дана находит тело Галлахера в своей комнате, и на неё нападает Пинхед, который ломает ей ногу. Пинхед преследует её, неоднократно душит и бьет её, пока ей не удается отбросить его и доползти до лифта, но Блэйд перерезает ей горло, исполняя свое состояние.
Алексу снятся новые кошмары, и в конце концов его разбудила Меган, которая показывает ему дневник Тулона и сообщает, что Нил нашёл секрет реанимации Тулона. Алекс видит Нила, и они спешат вниз, чтобы сбежать, но обнаруживают тела Даны, Фрэнка и Кариссы, сидящих за обеденным столом в сопровождении недавно воскресшего Нила. Он объясняет, что, хотя он и покончил жизнь самоубийством, он использовал секреты Тулона, чтобы реанимировать себя, пытаясь стать бессмертным. Он показывает, что убил родителей Меган, и выражает отвращение к марионеткам, яростно бросая Шута, который теперь удовлетворен тем, что у него есть человеческие марионетки, с которыми можно экспериментировать. Остальные марионетки становятся свидетелями этого и нападают на Нила; Туннелер вырывает ему ноги, и Блейд прижимает его к земле, в то время как Женщина-Пиявка изрыгает пиявку ему в рот, а Пинхед наконец ломает ему шею. На следующий день Меган провожает Алекса и, поднимаясь по лестнице, оживляет плюшевую собачку Даны Лероя.

## В ролях
- Пол Ле Мат — Алекс Уиттакер
- Уильям Хикки — Андре Тулон
- Джимми Ф. Скэггс — Нил Галлахер
- Айрин Миракл — Дана Хэдли
- Робин Фрэйтс — Меган Галлахер
- Барбара Крэмптон — женщина на карнавале
- Мьюз Смолл — Тереза

## Производство
Первоначально картина задумывалась как комедия, а одним из источников вдохновения для режиссёра был фильм ужасов Стюарта Гордона «Куклы».
Внешность куклы Блэйд была создана на основе внешности Клауса Кински — любимого актёра Дэвида Шмеллера.
Более поздний фильм «Мир иной» режиссёра Дэвида Шмеллера называли более жёстким продолжением «Повелителя кукол».

## Критика
На сайте Rotten Tomatoes «Повелитель кукол» имеет  43 % «свежести», 40 % обозревателей фильм понравился.
Издательство TV Guide назвало фильм о куклах убийцах «бессмысленным представителем» своего жанра.
Рецензент из Dread Central поставила 3 балла из 5, высоко оценив атмосферу, саундтрек и декорации, но раскритиковав игру, слабый сценарий и первый акт. Рецензия завершается словами: «„Повелитель кукол“ — не то, что я бы назвала великим фильмом, но его сердце находится в нужном месте, и я всегда была большим поклонником поджанра злобных кукол ужасов, а недостатки фильма легко простить».

## Ремейк
В марте 2009 года Чарльз Бэнд заявил о своих намерениях снять ремейк «Повелителя кукол».
17 августа 2018 года ремейк «Повелителя кукол» вышел в ограниченном прокате США, а также на VOD-сервисах.